# Ross Stewart (Fußballspieler, 1996)
Ross Cameron Stewart (* 11. Juli 1996 in Irvine) ist ein schottischer Fußballspieler, der beim FC Southampton unter Vertrag steht.

## Karriere
Ross Stewart startete seine Karriere in den Jugendmannschaften der Profivereine FC St. Mirren, Partick Thistle und Celtic Glasgow. Ab dem Jahr 2013 spielte er im Verband der Scottish Juniors für Ardeer Thistle und die Kilwinning Rangers. Im Juli 2016 unterschrieb er seinen ersten Vertrag bei einer Herrenmannschaft, den Albion Rovers.
Nach einer Saison beim schottischen Drittligisten aus Coatbridge, in der er in 25 Ligaspielen 12 Tore erzielt hatte, wechselte er im Jahr 2017 zurück zu seinem ehemaligen Jugendverein St. Mirren. Nachdem Stewart für die Saints in der ersten Halbserie der Zweitligasaison 2017/18 ohne Torerfolg geblieben war, wurde er in die dritte Liga zu Alloa Athletic verliehen. Hier traf er in der regulären Spielzeit in 19 Spielen siebenmal in das gegnerische Tor. Zudem traf er dreimal in den Play-offs und verhalf dem Verein zum Aufstieg in die zweite Liga.
Nach seiner Rückkehr zu St. Mirren, das zwischenzeitlich ebenfalls aufgestiegen war, spielte er noch einmal in einer Partie in der ersten Liga gegen den FC Dundee. Im August 2018 verpflichtete ihn der Zweitligist Ross County für eine Ablösesumme. Mit dem Verein gelang ihm auf Anhieb der Aufstieg als Meister der Saison 2018/19 in die Premiership. Im gleichen Jahr siegte er mit dem Team im Challenge Cup gegen Connah’s Quay Nomads aus Wales.
Ende Januar 2021 wechselte Ross Stewart zum englischen Drittligisten AFC Sunderland. Nach zwei Treffern in elf Spielen der Rückrunde der Saison 2020/21, avancierte der Schotte in der EFL League One 2021/22 zum zweitbesten Torschützen der gesamten dritten Liga. Auch dank seiner 24 Ligatore beendete Sunderland die Saison als Tabellenfünfter und zog in die Aufstiegs-Play-offs ein. Nach einem 2:0-Sieg im Finale über die Wycombe Wanderers stieg der AFC Sunderland nach vier Jahren Drittklassigkeit wieder in die zweite Liga auf. Ross Stewart erzielte hierbei den Treffer zum 2:0.
Anfang September 2023 wechselte er ligaintern zum FC Southampton.